# Aflaj
Aflaj (plural av arabiskans falaj) är bevattningssystemen i Omans bergsområden där man tar vara på grundvattnet och förbättrar vattentillgången i det regnfattiga ökenområdet. Liknande system finns i grannländerna och i forna Persien där systemen en gång tros ha kommit ifrån. Bevattningssystemen i Oman är sedan 2006 ett världsarv.

## Beskrivning
Vattnet rinner i kanaler som ofta är flera kilometer långa och utnyttjar nivåskillnaderna mellan källan och de byar och städer som den distribueras till. Systemet används för att förse såväl människor som jordbruket med vatten. Idag finns det fortfarande cirka flera tusen sådana äldre bevattningssystem i bruk och de har en total längd av mer än 1 000 km. Sedan 1970-talet har vattenförsörjningen i växande utsträckning börjat säkerställas med mekaniska pumpar vilket leder till stigande konsumtion och resulterar i att grundvattennivån sjunker. Därför är nu åter öka användningen och renoveringen av Aflaj.
I Oman kan man särskilja tre typer av bevattningssystem
- Ainy falaj - grundvattenskällor vars kanaler sträcker sig 100 till 200 meter.
- Daudi falaj (även kallade qanat eller iddy falaj) - underjordiska brunnar som rinner i upp till 20 meter djupa tunnlar. Dessa utgör 45 % av bevattningssystemen.
- Ghaily falaj - som samlar vatten från en wadi, och det mest rinner ut i öppna kanaler till sin destination. Dessa utgör 55 % av bevattningssysemen.

Bevattningssystemet för Aflaj är upp till 1500 år gamla och skapade av perserna, men det hävdas ibland också att tekniken funnits vid bosättningar redan på 1 000-talet f.Kr. Aflajsystemet bildar ett nätverk av små och stora kanaler och går, som i al-Ain eller Sheraje, längs den över 2 000 meter högt belägna Saiqplatån. 